# Farnay
Farnay este o comună în departamentul Loire din sud-estul Franței. În 2009 avea o populație de 1.314 de locuitori.

## Evoluția populației
| An        | 1975 | 1982 | 1990 | 1999  | 2006  | 2009  |
| --------- | ---- | ---- | ---- | ----- | ----- | ----- |
| Populație | 446  | 879  | 982  | 1.139 | 1.249 | 1.314 |